# Rekombinantes Protein
Rekombinante Proteine sind biotechnologisch hergestellte Proteine, die mit Hilfe von gentechnisch veränderten Organismen oder mit transient transfizierten Zellkulturen erzeugt wurden.

## Eigenschaften
Mit der Entwicklung der Gentechnik wurde eine Vielzahl bakterieller Organismen, Pilze, Insekten- oder Säugetierzellen für die Herstellung von Fremdproteinen, insbesondere von pharmazeutischen Proteinen, etwa von Insulin oder Impfstoffen genutzt. Bevorzugte Systeme für eine derartige Produktion sind das Darmbakterium Escherichia coli, verschiedene Hefearten oder Zelllinien von Insekten- oder Säugetierzellen.
Ein für die gentechnische Produktion von Proteinen genutztes System sollte verschiedene Voraussetzungen erfüllen: Es sollte in der Lage sein, schnell in großen Fermentern möglichst kostengünstig zu wachsen. Es sollte die gewünschten Substanzen effizient mit den korrekten posttranslationalen Modifikationen produzieren und möglichst ins Kulturmedium ausschleusen (sezernieren). Es sollte insbesondere für die Produktion von Pharmazeutika hohen Sicherheitsanforderungen genügen und die Proteine in einer authentischen, möglichst „menschlichen“ Form produzieren.

## Verfahren
Meistens wird die genetische Information für das Protein in einen Vektor kloniert, z. B. ein Plasmid, das dann in die Wirtszelle bzw. den Wirtsorganismus transformiert oder transfiziert wird. Durch Protein-Engineering können Eigenschaften des rekombinanten Proteins angepasst werden. Das Vektordesign ermöglicht eine Anpassung des Vektors.
Nach Klonierung eines Transgens (engl. insert) in einen Vektor erfolgt das Einschleusen der erzeugten rekombinanten DNA in einen Organismus. Gelegentlich wird als genetisch identische Ausgangsbasis für eine Zellkultur per Limiting Dilution Cloning ein Klon isoliert. Zur leichteren Identifikation eines transgenen Klons werden gelegentlich Reportergene verwendet. Die folgende Überexpression des rekombinanten Proteins erlaubt höhere Ausbeuten, als sie im Ursprungsorganismus vorkommen. Selektionsmarker im Vektor ermöglichen das selektive Heranwachsen nur der transgenen Organismen, während Organismen, die nicht den Vektor mit Transgen tragen, nicht heranwachsen können.
Bei Proteinen, die für ihren Expressionsorganismus toxisch sind, werden induzierbare Promotoren verwendet, die ein Heranwachsen der Zellen bis zur Induktion der Genexpression erlauben. Nach einer Wachstumsphase werden die toxischen Gene induziert, die Zellen „geerntet“ und unter Zugabe von Proteaseinhibitoren aufgeschlossen. Im Zuge einer Proteinreinigung wird das gewünschte Protein von zellulären Proteinen und anderen Biomolekülen getrennt und nachfolgend charakterisiert. Oftmals werden zur Reinigung und zum Nachweis proteolysierbare Protein-Tags verwendet, die anschließend abgetrennt werden.